# 捧当乡
捧当乡，是中华人民共和国云南省怒江傈僳族自治州贡山独龙族怒族自治县下辖的一个乡镇级行政单位。

## 行政区划
捧当乡下辖以下地区：
闪当村、马西当村、永拉嘎村和迪麻洛村。